# Morgan County, West Virginia
Morgan County är ett administrativt område i delstaten West Virginia, USA, med 17 541 invånare. Den administrativa huvudorten (county seat) är Berkeley Springs. 

## Geografi
Enligt United States Census Bureau har countyt en total area på 593 km². 591 km² av den arean är land och 2 km² är vatten. 

### Angränsande countyn
- Washington County, Maryland - nord
- Berkeley County - öst
- Frederick County, Virginia - sydost
- Hampshire County - sydväst
- Allegany County, Maryland - nordväst